# Função plurisubharmônica
Em matemática, as funções plurisubharmônicas (por vezes abreviadas como psh ou PLSH) formam uma classe importante de funções utilizadas na análise complexa. Em uma variedade de Kähler, funções plurisubharmônicas formam um subconjunto das funções subharmônicas. No entanto, ao contrário de funções subharmônicas (que são definidas em uma variedade Riemanniana) funções plurisubharmônicas podem ser definidas geralmente em espaços analíticos complexos
.

## Definição formal
Uma função {\displaystyle f\colon G\to {\mathbb {R} }\cup \{-\infty \},}
com domínio {\displaystyle G\subset {\mathbb {C} }^{n}}
é chamada plurisubharmônica se for semi-contínua superior
e para cada linha complexa {\displaystyle \{a+bz\mid z\in {\mathbb {C} }\}\subset {\mathbb {C} }^{n}}
com {\displaystyle a,b\in {\mathbb {C} }^{n}}
a função  {\displaystyle z\mapsto f(a+bz)}
é uma função subharmônica no conjunto {\displaystyle \{z\in {\mathbb {C} }\mid a+bz\in G\}.}